# Mořice
Mořice är en ort i Tjeckien.   Den ligger i regionen Olomouc, i den östra delen av landet, 220 km öster om huvudstaden Prag. Mořice ligger 201 meter över havet och antalet invånare är 464.
Terrängen runt Mořice är huvudsakligen platt. Mořice ligger nere i en dal. Runt Mořice är det ganska tätbefolkat, med 70 invånare per kvadratkilometer. Närmaste större samhälle är Prostějov, 16,9 km norr om Mořice. Trakten runt Mořice består till största delen av jordbruksmark.